# Hypognatha solimoes
Hypognatha solimoes är en spindelart som beskrevs av Levi 1996. Hypognatha solimoes ingår i släktet Hypognatha och familjen hjulspindlar. Inga underarter finns listade i Catalogue of Life.